# Mikadofazant
De mikadofazant (Syrmaticus mikado) is een vogel uit de familie fazantachtigen (Phasianidae). De wetenschappelijke naam van de soort is voor het eerst geldig gepubliceerd in 1906 door de Schotse vogelkundige William Robert Ogilvie-Grant.

## Kenmerken
Het verenkleed van de haan is zwart en blauwglanzend met een rode oogvlek. De hen is lichtbruin met donkere vlekken aan de bovenzijde en de flanken.

## Voortplanting
Het legsel bestaat uit acht tot tien gelige eieren, die in 27 dagen worden uitgebroed.

## Voorkomen en leefgebied
De mikadofazant komt voor in Taiwan. Het is een vogel die leeft in berggebieden met steile hellingen, bos en dichte ondergroei op een hoogte tussen de 1800 en 3300 m boven de zeespiegel. 

## Status
Dit leefgebied wordt sterk versnipperd door de aanleg van infrastructuur. Daarnaast bestaat er jacht op deze vogel, ook in formeel beschermde gebieden. Op de Rode Lijst van de IUCN heeft de soort de status "niet bedreigd".